# Playa Lanikai

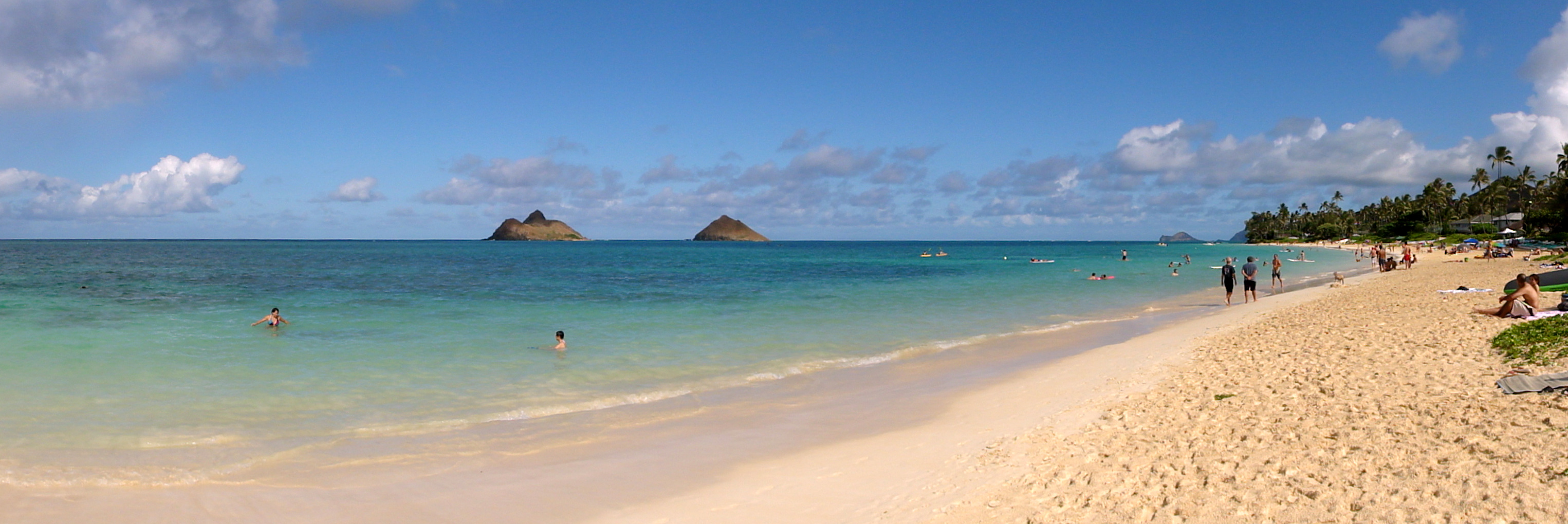
La playa Lanikai con las islas Nā Mokulua.

La Playa Lanikai es una playa ubicada en Kailua, en la costa este de Oahu, Hawái. Esta playa, con solo 800 metros de largo, es considerada una de las mejores playas del mundo. Contiguo a esta playa se encuentra un barrio de clase alta, y debido a esto es accesible solo a través de caminos públicos. No hay estacionamientos, baños, duchas ni guardavidas.
Durante los días de semana la playa es muy solitaria, pero en los fines de semana y durante la temporada turística alta es visitada por multitudes. Lanikai es un lugar muy popular para sesiones fotográficas, por lo que suelen verse modelos renombradas y fotógrafos. Gracias a su ubicación en el este de Oahu, Lanikai se considera como un gran lugar para ver la luna sobre los islotes Nā Mokulua, especialmente durante la luna llena.